# 52. ceremonia wręczenia Oscarów
52. ceremonia rozdania Oscarów odbyła się 14 kwietnia 1980 roku w Dorothy Chandler Pavilion w Los Angeles.

## Wykonawcy piosenek
- „I'll Never Say Goodbye” – Melissa Manchester
- „It Goes Like It Goes” – Dionne Warwick
- „It's Easy to Say” – Dudley Moore i Helen Reddy
- „The Rainbow Connection” – Żaba Kermit
- „Through the Eyes of Love” – Melissa Manchester

## Laureaci

### Najlepszy film
- Stanley R. Jaffe – Sprawa Kramerów
- Robert Alan Aurthur – Cały ten zgiełk
- Francis Ford Coppola, Fred Roos, Gray Frederickson, Tom Sternberg – Czas apokalipsy
- Peter Yates – Uciekać
- Tamara Asseyev, Alexandra Rose – Norma Rae

### Najlepszy aktor
- Dustin Hoffman – Sprawa Kramerów
- Al Pacino – ...i sprawiedliwość dla wszystkich
- Roy Scheider – Cały ten zgiełk
- Peter Sellers – Wystarczy być
- Jack Lemmon – Chiński syndrom

### Najlepszy aktor drugoplanowy
- Melvyn Douglas – Wystarczy być
- Robert Duvall – Czas apokalipsy
- Mickey Rooney – Czarny rumak
- Justin Henry – Sprawa Kramerów
- Frederic Forrest – Róża

### Najlepsza aktorka
- Sally Field – Norma Rae
- Marsha Mason – Rozdział drugi
- Jane Fonda – Chiński syndrom
- Bette Midler – Róża
- Jill Clayburgh – Zacznijmy od nowa

### Najlepsza aktorka drugoplanowa
- Meryl Streep – Sprawa Kramerów
- Barbara Barrie – Uciekać
- Jane Alexander – Sprawa Kramerów
- Mariel Hemingway – Manhattan
- Candice Bergen – Zacznijmy od nowa

### Najlepsza scenografia i dekoracje wnętrz
- Philip Rosenberg, Tony Walton, Edward Stewart i Gary Brink – Cały ten zgiełk
- Michael Seymour, Leslie Dilley, Roger Christian, Ian Whittaker – Obcy – ósmy pasażer Nostromo
- Dean Tavoularis, Angelo P. Graham, George R. Nelson – Czas apokalipsy
- George Jenkins, Arthur Jeph Parker – Chiński syndrom
- Harold Michelson, Joseph R. Jennings, Leon Harris, John Vallone, Linda DeScenna – Star Trek

### Najlepsze zdjęcia
- Vittorio Storaro – Czas apokalipsy
- William A. Fraker – 1941
- Giuseppe Rotunno – Cały ten zgiełk
- Frank V. Phillips – Czarna dziura
- Néstor Almendros – Sprawa Kramerów

### Najlepsze kostiumy
- Albert Wolsky – Cały ten zgiełk
- Shirley Russell – Agata
- William Ware Theiss – Butch i Sundance – Lata młodości
- Piero Tosi, Ambra Danon – Klatka szaleńców
- Judy Mooncroft – Europejczycy

### Najlepsza reżyseria
- Robert Benton – Sprawa Kramerów
- Bob Fosse – Cały ten zgiełk
- Francis Ford Coppola – Czas apokalipsy
- Peter Yates – Uciekać
- Édouard Molinaro – Klatka szaleńców

### Pełnometrażowy film dokumentalny
- Ira Wohl – Best Boy
- David Vassar – Generation on the Wind
- Paul Cowan, Jacques Bobet – Going the Distance
- Steve Singer, Tom Priestley – The Killing Ground
- Glenn Silber, Barry Alexander Brown – The War at Home

### Krótkometrażowy film dokumentalny
- Saul J. Turell – Paul Roberson: Tribute To An Artist
- Risto Teofilovski – Dae
- Donald A. Connolly, James R. Messenger – Koryo Celadon
- Phillip Borsos – Nails
- Dick Young – Remember Me

### Najlepszy montaż
- Alan Heim – Cały ten zgiełk
- Richard Marks, Walter Murch, Gerald B. Greenberg, Lisa Fruchtman – Czas apokalipsy
- Robert Dalva – Czarny rumak
- Gerald B. Greenberg – Sprawa Kramerów
- Robert L. Wolfe, Carroll Timothy O’Meara – Róża

### Najlepszy film nieangielskojęzyczny
- RFN – Blaszany bębenek, reż. Volker Schlöndorff
- Włochy – Zapomnieć o Wenecji, reż. Franco Brusati
- Hiszpania – Mama ma sto lat, reż. Carlos Saura
- Polska – Panny z Wilka, reż. Andrzej Wajda
- Francja – Taka zwykła historia, reż. Claude Sautet

### Najlepsza muzyka
- Georges Delerue – Mały romans
- Henry Mancini – 10
- Lalo Schifrin – Horror Amityville
- Dave Grusin – Mistrz
- Jerry Goldsmith – Star Trek

### Najlepsza adaptacja muzyki
- Ralph Burns – Cały ten zgiełk
- Patrick Williams – Uciekać
- Paul Williams, Kenny Ascher – Wielka wyprawa muppetów

### Najlepsza piosenka
- „It Goes Like It Goes” – Norma Rae – muzyka: David Shire; słowa: Norman Gimbel
- „It's Easy to Say” – Dziesiątka – muzyka: Henry Mancini; słowa: Robert Wells
- „Through the Eyes of Love” – Zamki na lodzie – muzyka: Marvin Hamlisch; słowa: Carole Bayer Sager
- „The Rainbow Connection” – Wielka wyprawa muppetów – Paul Williams, Kenny Ascher
- „I'll Never Say 'Goodbye” – The Promise – muzyka: David Shire; słowa: Alan Bergman, Marilyn Bergman

### Najlepszy dźwięk
- Walter Murch, Mark Berger, Richard Beggs i Nat Boxer – Czas apokalipsy
- Robert Knudson, Robert Glass, Don MacDougall, Gene S. Cantamessa – 1941
- Arthur Piantadosi, Les Fresholtz, Michael Minkler, Al Overton Jr. – Elektryczny jeździec
- William L. McCaughey, Aaron Rochin, Michael J. Kohut, Jack Solomon – Meteor
- Theodore Soderberg, Douglas O. Williams, Paul Wells, James E. Webb – Róża

### Najlepszy montaż dźwięku (Nagroda Specjalna)
- Alan Splet – Czarny rumak

### Najlepsze efekty specjalne
- H.R. Giger, Carlo Rambaldi, Brian Johnson, Nick Allder i Denys Ayling – Obcy – ósmy pasażer Nostromo
- William A. Fraker, A.D. Flowers, Gregory Jein – 1941
- Peter Ellenshaw, Art Cruickshank, Eustace Lycett, Danny Lee, Harrison Ellenshaw, Joe Hale – Czarna dziura
- Derek Meddings, Paul Wilson, John Evans – Moonraker
- Douglas Trumbull, John Dykstra, Richard Yuricich, Robert Swarthe, David K. Stewart, Grant McCune – Star Trek

### Krótkometrażowy film animowany
- Derek Lamb – Every Child
- Bob Godfrey, Zlatko Grgic – Dream Doll
- Paul Fierlinger – It's So Nice to Have a Wolf Around the House

### Krótkometrażowy film aktorski
- Sarah Pillsbury i Ron Ellis – Board And Care
- Roman Kroitor, Stefan Wodoslawsky – Bravery in the Field
- Carol Lowell, Ross Lowell – Oh Brother, My Brother
- Saul Bass, Michael Britton – The Solar Film
- Harry Mathias, Jay Zuckerman, Larry Hankin – Solly's Diner

### Najlepszy scenariusz oryginalny
- Steve Tesich – Uciekać
- Valerie Curtin, Barry Levinson – ...i sprawiedliwość dla wszystkich
- Robert Alan Aurthur, Bob Fosse – Cały ten zgiełk
- Mike Gray, T.S. Cook, James Bridges – Chiński syndrom
- Woody Allen, Marshall Brickman – Manhattan

### Najlepszy scenariusz adaptowany
- Robert Benton – Sprawa Kramerów
- John Milius, Francis Ford Coppola – Czas apokalipsy
- Francis Veber, Édouard Molinaro, Marcello Danon, Jean Poiret – Klatka szaleńców
- Allan Burns – Mały romans
- Irving Ravetch, Harriet Frank Jr. – Norma Rae

### Oscar Honorowy
- Hal Elias – za wkład i poświęcenie dla Amerykańskiej Akademii Sztuki i Wiedzy Filmowej
- Alec Guinness – za całokształt pracy aktorskiej